# Edward of Salisbury
Edward of Salisbury († wohl 1105/07) war ein englischer Adliger und Höfling (curialis) des 10. und beginnenden 11. Jahrhunderts angelsächsischer Herkunft, der während der Herrschaft der Könige Wilhelm der Eroberer, Wilhelm Rufus und Heinrich I. als Sheriff von Wiltshire diente und offenbar einer der reichsten Männer Englands war.

## Ædwardus de Saresbiri
Der Chronicon Abbatiæ Ramesiensis (Chronik der Abtei Ramsey) vom Ende des 13. Jahrhunderts berichtet von einer Auseinandersetzung, die vor dem Gerichtshof von Lincolnshire „in Anwesenheit von Edward of Salisbury und vielen anderen Vertrauten des Königs und Thegn“ (Gefolgsleuten) geführt wurde. Der Vorgang wird von der Chronik in der Zeit des Königs Hardiknut angesiedelt, der ab 1040 regierte und dessen Tod 1042 im nächsten Abschnitt gemeldet wird, ist auf jeden Fall vor der Normannischen Eroberung 1066 zu sehen.

## Edwardus Dives
Die 1174 fertiggestellte Historia Selebiensis Monasterii (Geschichte der Abtei Selby) berichtet von einer Begegnung zwischen dem Mönch Benedikt von Auxerre, dem späteren Gründer der Abtei, und einem Bürger von Salisbury namens Edward, der den Beinamen „der Reiche“ (Dives) trug, und der ihm viele Geschenke machte, die Mitte des 12. Jahrhunderts in der Abtei noch vorhanden waren.

## Edward the Sheriff
Sheriff von Wiltshire war im Jahr 1067 noch der Angelsachse Edric. Edward von Salisbury, ein bedeutender Grundbesitzer aus dem Süden und Südwesten und curialis (Höfling) war 1081 Sheriff von Wiltshire, vermutlich auch schon 1070. Er scheint Sheriff bis mindestens 1105 gewesen zu sein, da er zu diesem Zeitpunkt in einer langen Liste von Sheriffs erwähnt wird, die einer Charta Heinrichs I. bezeugen; darüber hinaus wird angenommen, dass er einer der Kammerherren Heinrichs I. war 1107 wird Walter Hosate als Sheriff genannt, vermutlich war Edward of Salisbury in der Zwischenzeit gestorben.
Das Domesday Book listet ihn 1086 als Grundbesitzer von zahlreichen Anwesen in Wiltshire, sowie weiteren Ländereien in Surrey (Walton-on-Thames, Godalming), Hampshire (Bramshott, Ortsteil von Liphook, North Charford, Fordingsbridge), Dorset (Canford Magna, Kinson, und Hertfordshire Great Gaddesden, Hoddesdon, hier als Edward the Sheriff). Er wird hier als der reichste tenant-in-chief genannt, dessen Besitz 312,5 Carucata umfasste, was gut 150 Quadratkilometer entspricht. Der größte Teil seiner Güter hatte als Vorbesitzerin eine Wulfwynne, die als seine Mutter angenommen wird.

## Edward of Salisbury
1119 nahm ein Edward of Salisbury an den Kämpfen Heinrichs I. teil – hier scheint es sich jedoch um einen jüngeren Sohn des Sheriffs zu handeln.
Insgesamt ist sogar anzunehmen (sofern die Datierungen korrekt sind), dass es sich bei dem in den Dokumenten zwischen 1040/42 und 1119 auftretenden Edward von Salisbury sogar um drei Personen handelt: den reichen Grundbesitzer aus der angelsächsischen Epoche, den Sheriff in der zweiten Hälfte des 11. Jahrhunderts sowie den 1119 genannten Ritter.

## Herkunft und Nachkommen
Angaben zur Herkunft von Edward of Salisbury macht lediglich das Buch von Lacock aus der Mitte des 14. Jahrhunderts. Demnach wurde nach der Normannischen Eroberung Englands Walter le Ewrus, normannischer Graf von Roumare, von König Wilhelm dem Eroberer die Herrschaft über Salisbury und Amesbury gegeben. Walter le Ewrus, der mit Gerold Mantelec, Graf von Roumare, bereits einen Sohn in Frankreich hatte, wurde in England Vater von Edward, der, da als von englischer (d. h. angelsächsischer) Herkunft bezeichnet, wohl Sohn einer einheimischen Frau war. The Complete Peerage hingegen nennt Walter le Ewrus erfunden (fictitious) und stellt fest, dass Edwards Eltern unbekannt seien.
Edward of Salisbury, dessen Ehefrau nicht bekannt ist, hatte mindestens zwei Kinder:
- Matilda de Salisbury, bestattet in Lanthony Priory, ⚭ um 1089 Humphrey de Bohun[25] (Haus Bohun);
- Walter FitzEdward of Salisbury († 1147), bestattet in Bradenstoke Priory[26][27], Sheriff von Wiltshire zur Zeit des Königs Heinrich I. (1100–1135),[28] ⚭ Sibyl de Chaources, Tochter von Patrick de Chaources (Chaworth) und Mathilde de Hesdin, bestattet in Bradenstoke Priory[29] – Walter und Sibyl sind die Eltern von Patrick of Salisbury, 1. Earl of Salisbury;
- ? Edward of Salisbury, 1119 bezeugt in den Kämpfen Heinrichs I.